# Marmite (Zeitschrift)
Marmite [maʀmit] (französisch für «Kochtopf») ist eine sechsmal jährlich erscheinende Zeitschrift für Ess- und Trinkkultur. Sie besteht seit 1959 und wird von der Marmite Verlags AG in Zürich herausgegeben. Marmite gehört zu den ältesten Zeitschriften dieser Art in der Schweiz.

## Geschichte
Marmite wurde am 1. Juni 1959 als Vereinsorgan des Schweizerischen Club kochender Männer in der Bruderschaft Marmite gegründet. 1976 wurde beschlossen, die Vereinszeitung künftig als Magazin herauszugeben, das zweimal im Jahr erscheinen sollte. Die Federführung für das Magazin übernahm die Aargauer Zeitung, welche Charles E. Burk als Chefredaktor einsetzte. Zu den Chefredaktoren gehörten unter anderem die Spitzenköchin und Kochbuchautorin Elfie Casty und der Weinjournalist Andreas Keller.
2006 folgte ein weiterer Verlagswechsel. Ab Herbst 2006 publiziert die Intervinum AG Marmite als kulinarische Ergänzung zu Vinum. Seit dem 21. September 2010 wird die Zeitschrift in der unabhängigen Marmite Verlags AG herausgegeben. Chefredaktor von Marmite ist seit 2006 der Gastrokritiker und Journalist Andrin C. Willi. Heute erscheint das Marmite in einer Auflage von ca. 16'000 Exemplaren.

## Inhalt
Die Zeitschrift erscheint im Durchschnitt mit 84 Seiten. Nebst Reportagen über Produkte und Produzenten werden auch Rezepte sowohl von Profis wie auch von Hobbyköchen sowie Produkttips abgedruckt.

## Belege
1. ↑  Archivierte Kopie (Memento vom 29. Dezember 2009 im Internet Archive) S. 24, PDF, 720 kB